# Capital de la Cultura Catalana

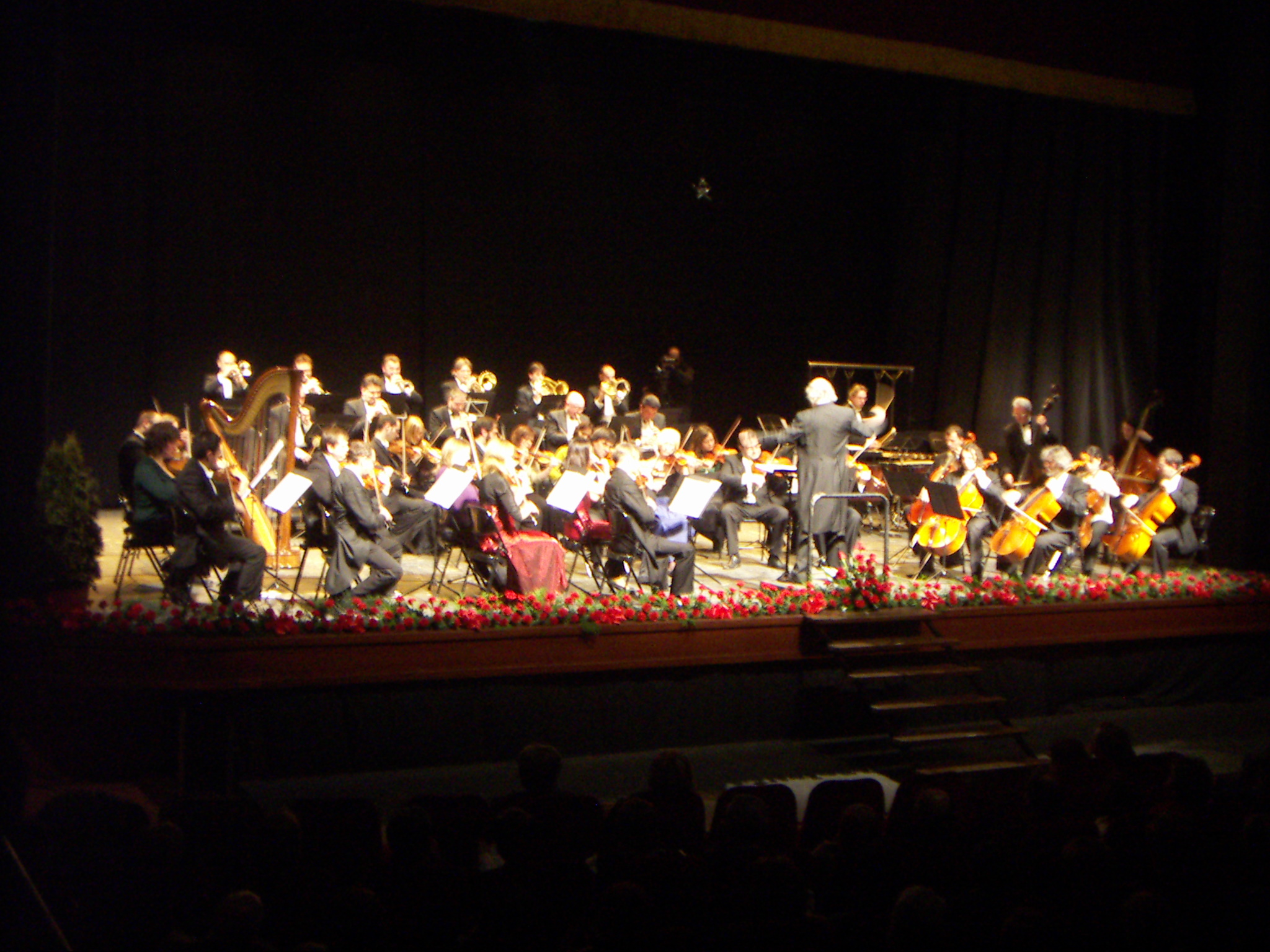
Concierto de inauguración de la Capital de la cultura catalana en 2009 en Figueras.

La Capital de la Cultura catalana es una designación otorgada a un municipio de una región catalanoparlante por la entidad Organización Capital de la Cultura Catalana desde 2004 con el fin de "contribuir a ampliar la difusión, el uso y el prestigio social de la lengua y cultura catalanas, incrementar la cohesión cultural de los territorios de lengua y cultura catalanas y, finalmente, promocionar y proyectar el municipio designado como Capital de la Cultura Catalana, tanto en el interior como en el exterior".

## Historia
El reconocimiento está inspirado en otro de carácter europeo cuyo origen data de 1985, el de la Capital Europea de la Cultura, en que la entonces ministra griega Melina Mercouri se lo otorgó a la ciudad de Atenas.
Desde ese momento, varios territorios y culturas han adaptado la idea a niveles locales, siendo una de ellas la denominación de Capital Catalana de la Cultura, nacida en 2004.

## Lista de ciudades Capital de la Cultura Catalana
- Bañolas, 2004.
- Esparraguera, 2005.
- Amposta, 2006.
- Lérida, 2007.
- Perpiñán, 2008.
- Figueras, 2009.
- Badalona, 2010.
- Las Escaldas-Engordany, 2011.
- Tarragona, 2012.
- Ripoll, 2013.
- Barcelona, 2014.
- Villafranca del Panadés, 2015.
- Vich, 2016.
- Reus, 2017.
- Manresa, 2018.
- Cervera, 2019.
- Vendrell, 2020.
- Tortosa, 2021.[3]
- Igualada, 2022.
- Lloret de Mar, 2023.
- Sabadell, 2024.
- Salou, 2025.